# Triumf vůle
Triumf vůle (v originále Triumph des Willens) je nacistický propagandistický film natočený německou režisérkou Leni Riefenstahlovou. Dokumentuje sjezd NSDAP konaný v roce 1934 v Norimberku. Film obsahuje především úryvky projevů různých nacistických vůdců v čele s Adolfem Hitlerem kombinované se záběry z masových scén vojenských přehlídek a shromáždění členů strany. Hitler a vedení NSDAP byli zadavateli filmu a vytvořili režisérce vynikající podmínky k práci. Základním tématem filmu je obnova Německa a jeho síly pod vedením Hitlera, který v čele strany povede národ k dalším úspěchům.
Leni Riefenstahlová vytvořila pod názvem Vítězství víry podobný film již o předchozím sjezdu NSDAP konaném roku 1933. Tento film však se brzy pro svém natočení stal pro nacisty nepohodlným, jelikož v něm důležitou roli hrál Ernst Röhm, zastřelený na Hitlerův příkaz v červenci 1934. Vítězství víry se tak dostalo na index, a proto bylo nutno natočit film nový.
Triumf vůle měl premiéru 28. března 1935 v berlínském kině Ufa-Palast. Rychle se stal jedním z nejvýznamnějších představitelů propagandistického žánru v dějinách filmu. Umožnily to novátorské a přesvědčivě uplatněné technické prostředky, například pohybující se kamery, použití teleskopických čoček, letecké záběry nebo revoluční použití hudby. Riefenstahlová za film získala řadu ocenění nejen v Německu, ale i v USA, Francii, Švédsku a jiných zemích. Triumf vůle dodnes ovlivňuje uměleckou, dokumentární i komerční filmovou tvorbu, i když současně klade naléhavou otázku morální odpovědnosti umělce za obsah jeho díla.

## Děj
Film začíná idylickými pohledy z letícího letadla do mraků a na architektonické dominanty Norimberku; záběry jsou podkresleny Wagnerovou hudbou. Letadlo přistává a vystupující Hitler je freneticky přivítán jásajícím davem. Hitler za bouřlivých ovací projíždí v otevřeném voze Norimberkem. Časté střihy ukazují architekturu, která zdůrazňuje starobylost města. Hitler se setkává například s dívkami v lidových krojích. Kyne davu z balkónu, pak nastává soumrak. V noci probíhají různé demonstrace osvětlené nesenými pochodněmi.

Filmposter.

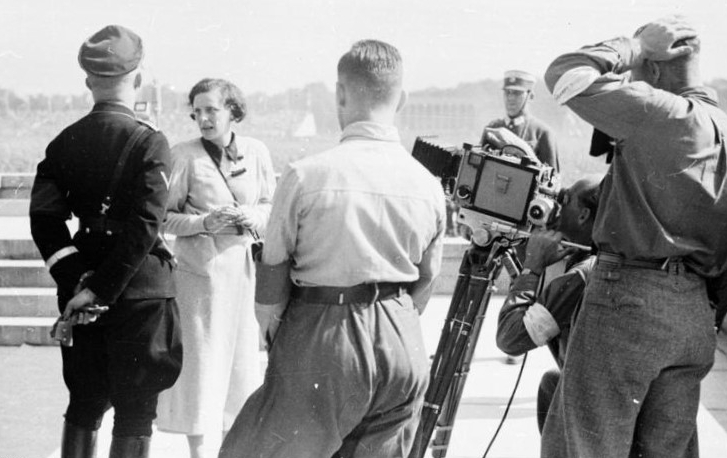
Leni Riefenstahlová, Heinrich Himmler a filmařský štáb při natáčení filmu, září 1934.

Následují záběry z činnosti mládežnických organizací. Mladí jsou zobrazení jako disciplinovaní, nadějní, stateční a soustavně se utužující v psychické a fyzické výkonnosti. Mládežníci se nadšeně setkávají se spokojeným Hitlerem. Následuje slavnostní zahájení sjezdu Rudolfem Hessem a projevy dalších Hitlerových předřečníků (Joseph Goebbels, Alfred Rosenberg, Hans Frank, Fritz Todt, Robert Ley, Julius Streicher). Řečníci hlásají nacistickou ideologii a pozorný Hitler souhlasně přikyvuje. Později se konají přehlídky dělnických a jiných organizací. Nastoupení členové mají různé zástavy, prapory a ilustrující nástroje (například lopaty); slavnostně se přihlašují k ideálům vyjádřených v projevech.
Třetí den Hitler přednáší několik projevů. Konají se různé přehlídky mladých a ozbrojených složek. Baldur von Schirach představuje úspěchy ve výchově mladých. Následuje vojenská přehlídka, Hitler předává standarty, probíhá slavnostní salva.
Ve čtvrtém dni film vrcholí. V Norimberku se konají nejrůznější pochody a manifestace. Scény jsou nejmasovější (přes 150 000 nastoupených příslušníků SA a SS), nejpatetičtější a nejvelkolepější; hraje Wagnerova hudba. Hitler slavnostně přichází a uchvacuje dav působivými projevy. Pak se setkává s významnými spolubojovníky (Sepp Dietrich, ...) a řadovými vojáky. Následuje všeobecné hajlování a film uzavírá zpěv písně Horst-Wessel-Lied.